# Bartramia anacolioides
Bartramia anacolioides är en bladmossart som beskrevs av Brotherus 1920. Bartramia anacolioides ingår i släktet äppelmossor, klassen egentliga bladmossor, divisionen bladmossor och riket växter. Inga underarter finns listade i Catalogue of Life.